# تپه سوچن
تپه سوچن مربوط به دوران پیش از تاریخ ایران باستان است و در نطنز، داخل شهر واقع شده و این اثر در تاریخ ۱۱ دی ۱۳۸۰ با شمارهٔ ثبت ۴۶۹۷ به‌عنوان یکی از آثار ملی ایران به ثبت رسیده است.